# Varakļāni (novads)
Varakļāni (łot.: Varakļānu novads) – jeden z łotewskich novadsów, funkcjonujący w latach 2009–2025.
W skład novadsu wchodziły: 
- miasto: Varakļāni
- pagastsy: Murmastiene, Varakļāni

## Historia
Novads powstało na terenach należących przed 2009 do rejonu Madona.
Podczas reformy administracyjnej w 2021 novads miał zostać zlikwidowany, a jego terytorium trafić do novadsu Rzeżyca. 28 maja 2021 Sąd Konstytucyjny uznał, że likwidacja novadsu Varakļani była niezgodna z konstytucją. W związku z tym wyrokiem zdecydowano o pozostawieniu Varakļani jako osobnej jednostki administracyjnej. 13 czerwca 2024 Saeima przyjęła poprawkę do ustawy o samorządzie terytorialnym, w wyniku której novads został przyłączony do novadsu Madona po wyborach samorządowych w 2025. Varakļani jako odrębna jednostka administracyjna skończyła funkcjonować 30 czerwca 2025.